# Трудная любовь (фильм, 1953)
«Трудная любовь» (пол. Trudna miłość, рабочее название «Откуда идёт буря», пол. Skąd idzie burza) — польский чёрно-белый художественный фильм 1953 года, драма в жанре социалистического реализма, снятый режиссёром Станиславом Ружевичем по мотивам повести Романа Братного «Седьмой крест юности» (пол. Siódmy krzyżyk młodości). Фильм является дебютом для Станислава Ружевича в игровом кино в качестве режиссёра-постановщика.

## Сюжет
Бедный молодой крестьянин Янек Малодворны является сторонником коммунизма и борется за создание сельскохозяйственного кооператива. Богатый крестьянин Налепа является врагом этого. В то же время конфликт достиг семейной жизни, потому что Янек влюбился в дочь Налепы. Девушка не знает, кого поддержать. В конце концов, однако, любовь и «прогресс» побеждают.

## В ролях
- Юзеф Нальберчак — Янек Малодворны
- Малгожата Лесневская — Ханка Налепянка
- Казимеж Опалиньский — Налепа, отец Ханки
- Ванда Якубиньская — жена Налепы
- Ирена Нетто — Малодворна, мать Янека
- Хенрик Боровский — Белецкий
- Эугениуш Солярский — Зимнох
- Михал Лесняк — секретарь районного комитета партии
- Хелена Домбровская — жена секретаря
- Мечислав Милецкий — секретарь Михалик
- Феликс Жуковский — секретарь Клысь
- Игнацы Гоголевский — поручик безопасности
- Тадеуш Фиевский — Бедронка
- Ванда Лучицкая — Бедронкова
- Вацлав Ковальский — Кубаля
- Войцех Семион — сын Кубали
- Адам Квятковский — аккордеонист на танцах
- Лех Ордон — крестьянин
- Богдан Баэр — прохожий